# Drepanoglossa tenuirostris
Drepanoglossa tenuirostris là một loài ruồi trong họ Tachinidae.